# Yosvany Sánchez
Yosvany Sánchez Larrudet (ur. 17 września 1975) – kubański zapaśnik w stylu wolnym. Dwukrotny olimpijczyk. Czwarte miejsce w Atlancie 1996; piąte w Sydney 2000 roku wadze do 69 kg.
Trzykrotny uczestnik Mistrzostw Świata. Srebrny medal na Igrzyskach Panamerykańskich w 1999 roku. Cztery razy wygrywał na Mistrzostwach Panamerykańskich. Złoto na igrzyskach Ameryki Środkowej i Karaibów w 1998. Triumfator Pucharu Świata w 1997; trzeci w 1996, 1998 i 2000; czwarte w 1999.